# Teramnon stenopteryx
Teramnon stenopteryx är en insektsart som beskrevs av Fenna 1969. Teramnon stenopteryx ingår i släktet Teramnon och familjen Tropiduchidae. Inga underarter finns listade i Catalogue of Life.